# Philipp Schlosser

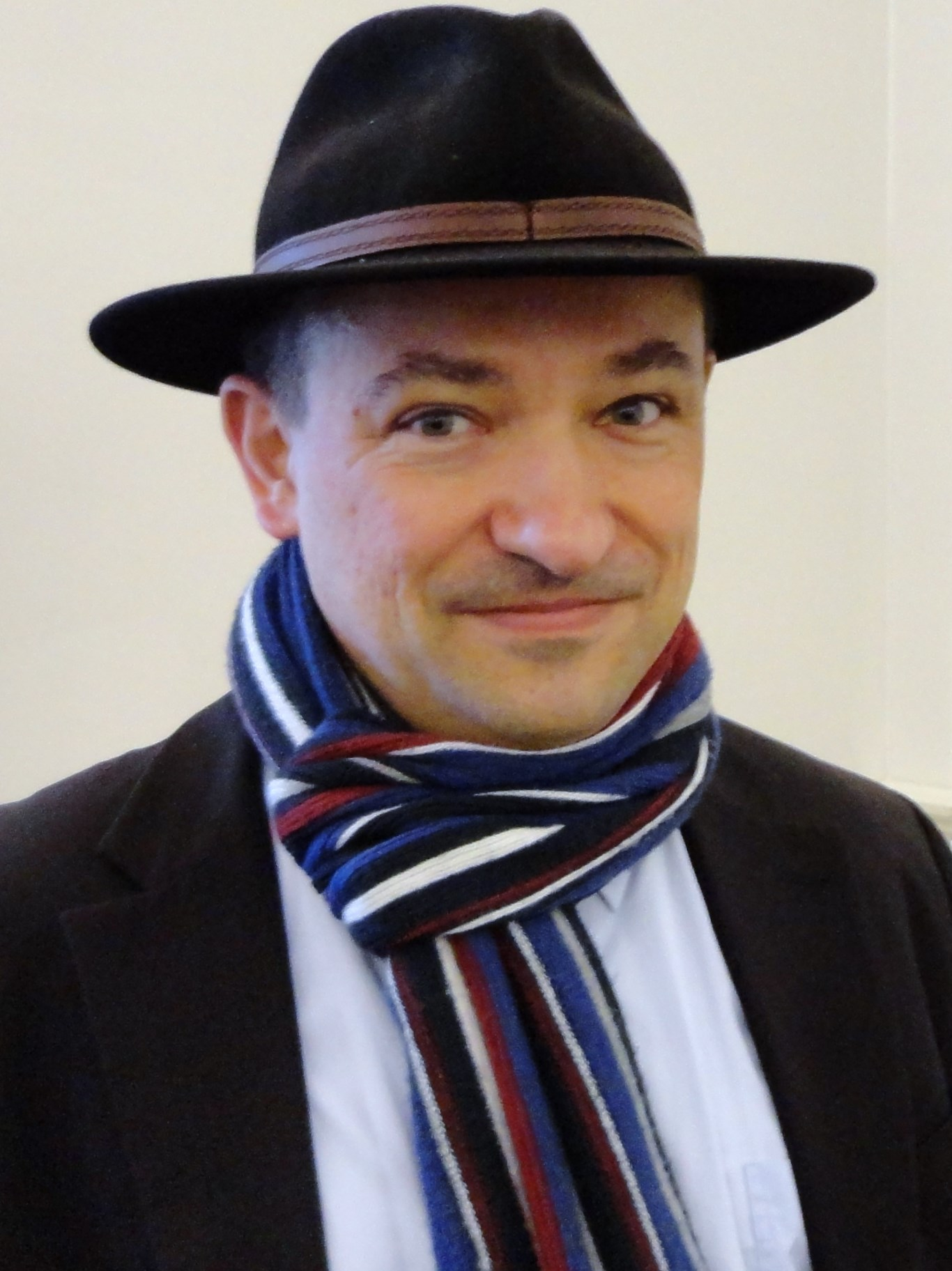
Philipp Schlosser (2013)

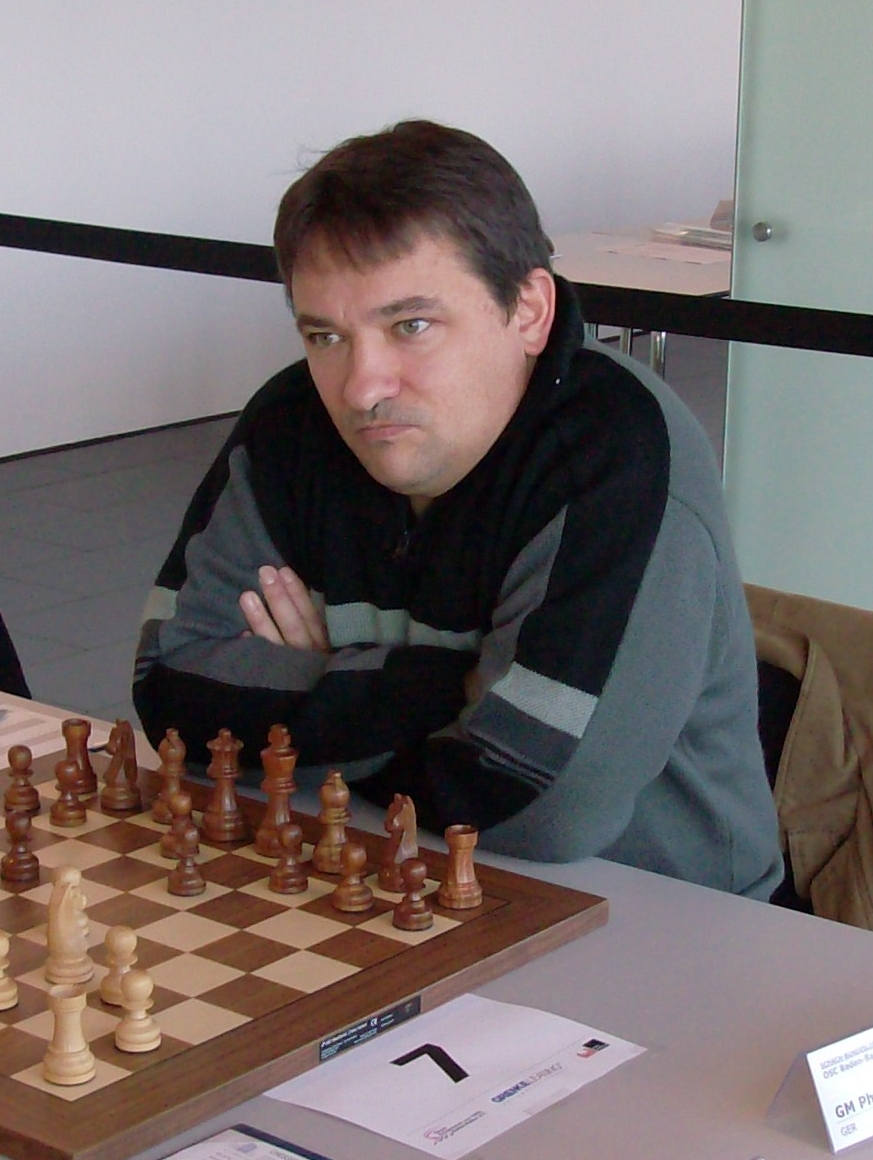
Philipp Schlosser (2007)

Philipp Schlosser (München, 19 augustus 1968) is een Duitse schaker. Sinds 1992 is hij een grootmeester (GM).
Ook is hij schaaktrainer. Voor Bundesland Beieren was hij jeugdtrainer en ook was hij trainer voor Baden en Württemberg. Ook was hij werkzaam als trainer, voor de Duitse schaakbond, als coach bij het nationale vrouwenteam, en daarnaast was hij trainer bij kampioenschappen van de Franse en de Kroatische schaakbond.
Schlosser was (tot 2003) de eerste die de leiding had over de Schaakacademie van het in mei 1998 opnieuw opgerichte Karpov-schaakcentrum (inmiddels genaamd Schaakcentrum Baden-Baden).
Met wit speelt hij graag de Engelse opening, met zwart speelt hij vaak de Siciliaanse verdediging.

## Resultaten
In 1986 werd hij achter John Nunn gedeeld tweede bij het eerste open Duits kampioenschap in Krefeld. In 1989 werd hij Internationaal Meester (IM). In 1990 ontving hij van de Duitse vakpers een schaak-Oscar voor een combinatie in een partij tegen István Csom, in Boedapest. Eveneens in 1990 won hij met het Duitse nationale schaakteam de Mitropa-Cup, in Leibnitz. Bij de Mitropa-Cup 1991 in Brno werd hij met het Duitse team derde en ontving een individuele gouden medaille voor het beste resultaat van alle spelers aan het derde bord. Sinds 1992 is hij grootmeester (GM). Bij de Mitropa-Cup 1993 in Bad Wörishofen speelde hij achter Robert Hübner aan het tweede bord. Duitsland eindigde als tweede. In 1995 eindigde hij als vijfde op het Duitse individuele kampioenschap, gehouden in Binz; hij behaalde evenveel punten als de winnaar Christopher Lutz.
In 2004 bereikte hij een gedeelde eerste plaats bij het schaaktoernooi in Cappelle-la-Grande. In 2006 won hij in Pardubice het open snelschaakkampioenschap van Tsjechië.
Toen hij nog speelde bij Schachklub Passau, gaf hij aan de Universiteit van Passau een zomerkamp onder de titel "Wieso können Rechner eigentlich Schach spielen?" ("Waarom kunnen computers eigenlijk schaken?").

## Schaakverenigingen
In de Duitse bondscompetitie werd Philipp Schlosser 16 keer kampioen: met Bayern München in 1989, 1990, 1991, 1992, 1993 en 1995, met OSG Baden-Baden in 2006, 2007, 2008, 2009, 2010, 2011, 2012, 2013, 2014 en 2015 en twee keer kampioen in de competitie voor blitzschaak-teams: in 2003 in Sankt Ingbert en in 2007 in Rinteln. In de Duitse bondscompetitie speelde hij verder voor SK Passau, en in seizoen 2016/17 voor SF Deizisau in de tweede klasse, in seizoen 2017/18 in de eerste klasse. Sinds 2018 speelt hij in de Oberliga Baden voor het derde team van OSG Baden-Baden.
Andere competities waarin hij speelt zijn: de Franse (voor Club de Bischwiller, waarmee hij in 2015 kampioen van Frankrijk werd), de Luxemburgse (voor Le Cavalier Differdange, waarmee hij in 2008 kampioen werd) de Belgische (waar hij met Schachfreunde Wirtzfeld in 2009 kampioen van België werd) en de Oostenrijkse (in de jaren 90 voor Hypobank Kufstein, daarna voor Innsbrucker SK en inmiddels voor SK Sparkasse Jenbach, de kampioen van Oostenrijk in 2010, 2011, 2013, 2015 en 2018).
Schlosser nam zeven keer deel aan de European Club Cup en won deze in 1992 met Bayern München.